# NGC 5866B
NGC 5866B је спирална галаксија у сазвежђу Змај која се налази на NGC листи објеката дубоког неба.
Деклинација објекта је + 55° 47' 7" а ректасцензија 15h 12m 7,2s. Привидна величина (магнитуда) објекта NGC 5866 износи 14,6 а фотографска магнитуда 15,2. NGC 5866B је још познат и под ознакама UGC 9769, MCG 9-25-34, CGCG 274-33, KUG 1510+559, PGC 54267.